# Laktaldehid reduktaza (NADPH)
Laktaldehid reduktaza (NADPH) (EC 1.1.1.55, laktaldehid (redukovani nikotinamid adenin dinukleotid fosfat) reduktaza, +-1,2-propandiol dehidrogenaza, propandiolna dehidrogenaza, 1,2-propandiol:NADP+ oksidoreduktaza) je enzim sa sistematskim imenom propan-1,2-diol:NADP+ oksidoreduktaza. Ovaj enzim katalizuje sledeću hemijsku reakciju
propan--1,2-diol + NADP+ {\displaystyle \rightleftharpoons } -laktaldehid + NADPH + H+
Dva supstrata ovog enzima su 1,2-propanediol i +, dok su njegova tri produkta: -laktaldehid, , i +.
Laktaldehidna reduktaza pripada familiji oksidoreduktaza, specifično onih koje deluju na CH-OH grupu donora sa NAD+ ili NADP+ kao akceptorom.

## Literatura
- Nicholas C. Price; Lewis Stevens (1999). Fundamentals of Enzymology: The Cell and Molecular Biology of Catalytic Proteins (Third изд.). USA: Oxford University Press. ISBN 019850229X.
- Eric J. Toone (2006). Advances in Enzymology and Related Areas of Molecular Biology, Protein Evolution (Volume 75 изд.). Wiley-Interscience. ISBN 0471205036.
- Branden C; Tooze J. Introduction to Protein Structure. New York, NY: Garland Publishing. ISBN 0-8153-2305-0.
- Irwin H. Segel. Enzyme Kinetics: Behavior and Analysis of Rapid Equilibrium and Steady-State Enzyme Systems (Book 44 изд.). Wiley Classics Library. ISBN 0471303097.
- William P. Jencks (1987). Catalysis in Chemistry and Enzymology. Dover Publications. ISBN 0486654605.

## Spoljašnje veze
- Lactaldehyde+reductase+(NADPH) на 